# Ilbars Khan III
Ilbars Khan III fou kan de Khivà vers 1732-1740. Era un príncep kazakh de parentiu desconegut amb els seus predecessors. No se sap com va pujar al tron, però d'alguna manera hauria succeït a Shir Ghazi Khan vers 1732.
Vers 1739, durant l'expedició de Nadir Shah de Pèrsia a l'Índia, Ilbars III va fer alguna incursió al Khurasan. Al seu retorn de l'Índia, el 1740, Nadir Shah de Pèrsia es va trobar a Nadirabad amb una ambaixada del kan de Bukharà amb valuosos regals i un missatge que deia: "Soc el darrer d'un antic llinatge reial; no tinc l'energia per enfrontar-me a un monarca tant poderós i em poso al seu servei; si vol fer-me una visit el tractaré com l'hoste més honorable". Nadir va quedar satisfet i va contestar al missatge amb un altre en que agraïa la seva gentilesa i li comunicava que tenia intenció de castigar Ilbars, kan de Coràsmia o Khivà, declarant que no cobejava ni l'estat ni els tresors de Bukharà. Al missatge s'acompanyaven també regals de l'Índia. Abu l-Faiz va intentar gestionar amb Ilbars la submissió d'aquest a Nadir, però Ilbars es va mantenir ferm i va rebutjar rebaixar-se.
Poc després Nadir va anar a Bukharà on fou ben rebut i on de fet va imposar la seva autoritat a través de l'atalik Muhammad Hakim. Era a Charbekr (Shahr Bakr) quan va enviar un missatger i dos khoges de Juibar (al costat de Bukharà) amb un missatge per Ilbars, en el qual el cridava per darrera vegada a la seva presència i requeria l'alliberament dels presoners perses a Coràsmia. Aquesta ambaixada va arribar a Khankah i Hazarasp; en aquesta darrera estava acampat Ilbars amb 2000 yomuts turcmans, i altres (tadjiks i uzbeks). El kan va exagerar la força del seu exèrcit. En la carta de Nadir aquest li recordava que era sobirà d'Aden, Bàssora, Masqat, Khurasan, Índia, Kabul, Kandahar, Balkh, Badakhxan, Kunduz, Khulm, el país dels kafirs Siah Posh Kafi (xiïtes perses, kafirs o infidels), Bukharà, Samarcanda i Fergana i arreu havia estat victoriós i afavorit pels cels; oper tant era necessari que el kan de Coràsmia se sotmetés al seu tron i rebria robes d'honor i altres recompenses; Ilbars no havia acceptat el convit per acompanyar-lo a l'Índia i s'havia perdut les seves mercès; en lloc de ser amic amb el seu fill Riza Kuli Mirza, que havia enviat com a virrei a Mashad, havia organitzat diverses ràtzies a la zona per part dels yomuds (o yomuts) turcmans i havia assolat la rodalia de la ciutat santa i encara que cada vegada havia estat derrotat i forçat a retirar-se no havia estat perseguit perquè Riza Kuli no havia rebut ordes del seu pare en aquest sentit. A la tornada de l'Índia amb ajut de Déu i de la fortuna, havia estat hoste d'Abu l-Faiz de Bukharà, el més il·lustre descendent de Genguis Kan, al que venerava com un pare; allí un cap poc conegut (referint-se al mateix Ilbars) havia d'haver anat a la seva presència on les seves passades faltes haurien estat perdonades i hauria estat recompensat però en lloc d'això tres mil turcmans yomuds havien atacat Chardjui i havien estat derrotats i dispersats i molts fets presoners i la seva venjança hauria estat més gran sense la intercessió d'Abu l-Faiz; a petició seva s'enviava a l'ambaixador i dues persones més de la confiança del kan de Bukharà. Si l'obeïa li prometia el perdó i si no assolaria el país i el mataria. Ilbars al llegir la carta va reaccionar amb ràbia i va fer matar als tres enviats (o potser en va fer matar dos i al tercer el va enviar de tornada amb les orelles i el nas tallat).
Llavors l'exèrcit persa va avançar cap a Khivà dividit en una força per terra i una altra paral·lela amb vaixells per l'Oxus. Els perses van arribar ràpidament a Hazarasp on els corasmis s'havien fet forts. Diverses fortaleses del kan foren bombardejades; el kan es va tancar a la fortalesa de Khankah que fou bombardejada i es va rendir al cap de tres dies, el 14 de novembre de 1740. Ilbars Khan es va presentar a Nadir amb una espasa i una corda lligada al coll; fou tractat de manera amable, però els fills dels khoges als que havia matat van demanar el seu cap i fou executat amb 20 dels seus oficials. Poc després, quan es va saber, les ciutats del kanat excepte Khivà, es van rendir. La ciutat de Khivà estava ocupada per soldats uzbeks i per um contingent de kazakhs de l'Horda Petita Kazakh manat pel celebre Abu l-Khayr Khan, al que Ilbars havia cridat en ajut. Poc abans els enginyers russos Gladichef, Muravin i Nazimof havien estat convidats per Abu l-Khayr per examinar el millor lloc per una fortalesa a la boca del Sirdarià i havien inspeccionat les estepes; no s'havien pogut entrevistar amb el kan, el qual van saber que havia anat a Khivà i es van reunir amb ell a aquesta ciutat. A Khiva Abu l-Khayr es considerava kan, però quan Nadir es va acostar va veure que no el podria resistir i va enviar a Muravin i alguns prínceps a oferir la seva submissió demanant poder conservar Khivà; l'oficial rus fou ben rebut i va rebre robes d'honor i diners. Abu l-Khayr va rebre l'orde d'anar al campament del conqueridor persa on seria tractat amb generositat com a subjecte de l'emperadriu russa amb la qual volia estar en bones relacions. Fos per sospitar de les intencions de Nadir o per altres causes, Abu l-Khayr va refusar l'orde i es va retirar cap a les seves estepes. Els khivans no obstant van decidir resistir i la ciutat fou assetjada i després de quatre dies de bombardeig es va haver de rendir; quatre mil joves uzbeks foren seleccionats pel seu exèrcit al Khurasan; els esclaus russos i perses (uns 12.000) foren alliberats; reenviats a Pèrsia es van establir a una nova ciutat fundada per Nadir al costat d'Abiward.
Tagir Khan, cosí del kan de Bukharà, fou nomenat kan de Khivà per Nadir.